# 1989-es magyar fedett pályás atlétikai bajnokság
Az 1989-es magyar fedett pályás atlétikai bajnokság a 16. bajnokság volt.

## Eredmények

### Férfiak
| Versenyszám      | Arany                             | Arany    | Ezüst                            | Ezüst    | Bronz                               | Bronz    |
| ---------------- | --------------------------------- | -------- | -------------------------------- | -------- | ----------------------------------- | -------- |
| 60 m             | Tatár István Bp. Honvéd           | 6,71     | Kovács Attila Újpesti Dózsa      | 6,71     | Karaffa László Bp. Honvéd           | 6,75     |
| 200 m            | Nikolaj Antonov Bulgária          | 21,43    | Karaffa László Bp. Honvéd        | 21,45    | Rezák Pál Újpesti Dózsa             | 21,58    |
| 400 m            | Menczer Gusztáv Újpesti Dózsa     | 47,09    | Katona Ervin Újpesti Dózsa       | 47,12    | Molnár Tamás Nyíregyházi VSSC       | 47,51    |
| 800 m            | Banai Róbert Újpesti Dózsa        | 1:50,20  | Benedek Zsolt BVSC               | 1:50,30  | Petr Sklaicky Csehszlovákia         | 1:50,74  |
| 1500 m           | Banai Róbert Újpesti Dózsa        | 3:43,81  | Nikosz Vuzisz Görögország        | 3:44,09  | Reichnach Ferenc Tatabányai Bányász | 3:44,25  |
| 3000 m           | Vágó Béla MTK-VM                  | 8:03,18  | Pavel Michálek Csehszlovákia     | 8:03,44  | Nikosz Vuzisz Görögország           | 8:03,45  |
| 60 m gát         | Bakos György Újpesti Dózsa        | 7,82     | Javier Moracho Spanyolország     | 7,92     | Sárközi Lajos Szolnoki MÁV MTE      | 8,01     |
| 5000 m gyaloglás | Urbanik Sándor Tatabányai Bányász | 18:54,92 | Kirszt Károly Komlói Bányász     | 20:20,37 | Kánya Sándor Diósgyőri VTK          | 20:57,00 |
| magasugrás       | Pan Kontakszakisz Görögország     | 224 cm   | Németh Gyula Csepel SC           | 220 cm   | Lubomil Rosko Csehszlovákia         | 220 cm   |
| rúdugrás         | Sztojan Peev Bulgária             | 540 cm   | Bagyula István Csepel SC         | 540 cm   | Molnár Gábor Bp. Honvéd             | 520 cm   |
| távolugrás       | Szalma László Vasas               | 778 cm   | Pálóczi Gyula Tatabányai Bányász | 768 cm   | Almási Csaba TFSE                   | 751 cm   |
| hármasugrás      | Pálóczi Gyula Tatabányai Bányász  | 16,29 m  | Bakosi Béla Nyíregyházi VSSC     | 16,25 m  | Pavel Wiedermann Csehszlovákia      | 16,10 m  |
| súlylökés        | Kóczián Jenő Bp. Honvéd           | 18,02 m  | Hlavati Attila BVSC              | 17,42 m  | Kónyi Árpád MTK-VM                  | 15,49 m  |

### Nők
| Versenyszám      | Arany                           | Arany    | Ezüst                                | Ezüst    | Bronz                                                   | Bronz    |
| ---------------- | ------------------------------- | -------- | ------------------------------------ | -------- | ------------------------------------------------------- | -------- |
| 60 m             | Barati Éva Bp. Honvéd           | 7,53     | Hargitai Éva Vasas                   | 7,54     | Daku Mónika Nyíregyházi VSSC                            | 7,57     |
| 200 m            | Cvetanka Ilieva Bulgária        | 23,75    | Kozáry Ágnes Zalaegerszegi TE        | 24,04    | Daku Mónika Nyíregyházi VSSC                            | 24,76    |
| 400 m            | Szabó Erzsébet Szeged SC        | 52,51    | Forgács Judit Tatabányai Bányász     | 53,88    | Mádai Mónika Nyíregyházi VSSC                           | 55,39    |
| 800 m            | Szabó Erzsébet Szeged SC        | 2:03,37  | Bálint Mónika Székesfehérvári Ikarus | 2:05,13  | Csordós Rita Haladás VSE                                | 2:05,87  |
| 1500 m           | Csordós Rita Haladás VSE        | 4:15,63  | Barócsi Heléna Újpesti Dózsa         | 4:17,47  | Csoboth Klára Komlói Bányász                            | 4:22,85  |
| 3000 m           | Gál Ilona Diósgyőri VTK         | 10:01,74 | Farkas Ágota Kaposvári Építők        | 10:10,22 | Gombos Márta Újpesti Dózsa                              | 10:21,87 |
| 60 m gát         | Kalamár Andrea MTK-VM           | 8,52     | Bálint Zita Csepel SC                | 8,58     | Bukovicz Brigitta Jugoszlávia                           | 8,59     |
| 3000 m gyaloglás | Ilyés Ildikó Békéscsabai Előre  | 12:17,89 | Szászi Bea Szeged SC                 | 14:11,29 | Váradi Ibolya Diósgyőri VTK                             | 14:12,33 |
| magasugrás       | Solti Krisztina Bp. Honvéd      | 187 cm   | Jana Brenkusová Csehszlovákia        | 184 cm   | Niki Gavera GörögországSterk Katalin Tatabányai Bámyász | 180 cm   |
| távolugrás       | Sille Zsuzsa Tatabányai Bányász | 592 cm   | Bálint Zita Csepel SC                | 592 cm   | Molnár Erzsébet Volán SC                                | 558 cm   |
| súlylökés        | Horváth Viktória BVSC           | 18,01 m  | Alena Vitoulová Csehszlovákia        | 17,58 m  | Elekes Tünde Bp. Spartacus                              | 15,33 m  |